# Нечаєвська Ганна Олександрівна
Ганна Олександрівна Нечаєвська (рос. Анна Александровна Нечаевская) — російська лижниця, олімпійська медалістка.
Бронзову олімпійську медаль Нечаєвська здобула на Пхьончханській олімпіаді 2018 року в естафеті 4х5 км.

## Виноски
1. ↑  Women's 4 × 5 kilometre relay results